# نقوش صخره‌ای شیخ مدی
نقوش صخره‌ای شیخ مهدی یا سنگ‌نگاره‌های شیخ مهدی مربوط به دوران پیش از تاریخ ایران باستان - عصر آهن ۳ است و در شهرستان مشگین‌شهر، بخش مرادلو، دهستان یافت، روستای کنچوبه واقع شده و این اثر در تاریخ ۲۶ اسفند ۱۳۸۷ با شمارهٔ ثبت ۲۵۷۷۱ به‌عنوان یکی از آثار ملی ایران به ثبت رسیده است.

## مشخصات اثر
بیش از ۹۰ درصد نقش‌ها در این محوطه بز کوهی است و به طور موردی نقش‌هایی از انسان در حالت‌های شکار با کمان، سواره، در حال اجرای رفتارهای موزون و جادوگرانه، نمادهای استیلیزه شده بزکوهی و نشان‌های خط ایلامی و… به چشم می‌خورد. تعداد تقریبی نقوش قابل مشاهده بیش ده‌ها مورد است. این محوطه در مقایسه با دیگر محوطه‌های منطقه از بیشترین آثار حکاکی برخوردار است. قدمت آنها با توجه به نمونه‌های مکشوفه در جمهوری آذربایجان (قوبستان) و دیگر نقاط ایران به هزاره‌های دوم تا پنجم قبل از میلاد متغیر است که جهت قطعیت باید از تکنولوژی طیف‌سنجی شتاب دهنده کمک گرفته شود.

## نگارخانه

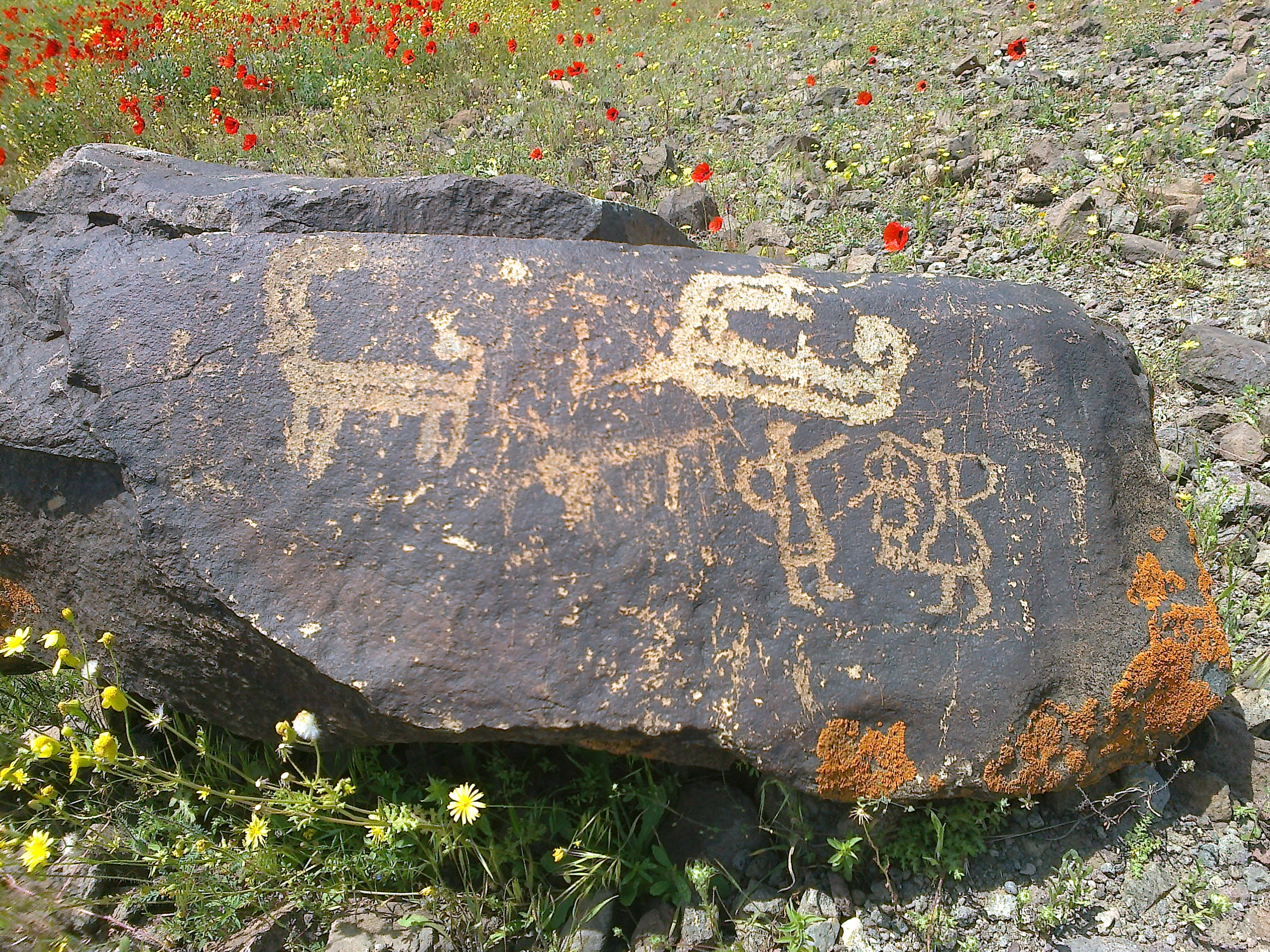
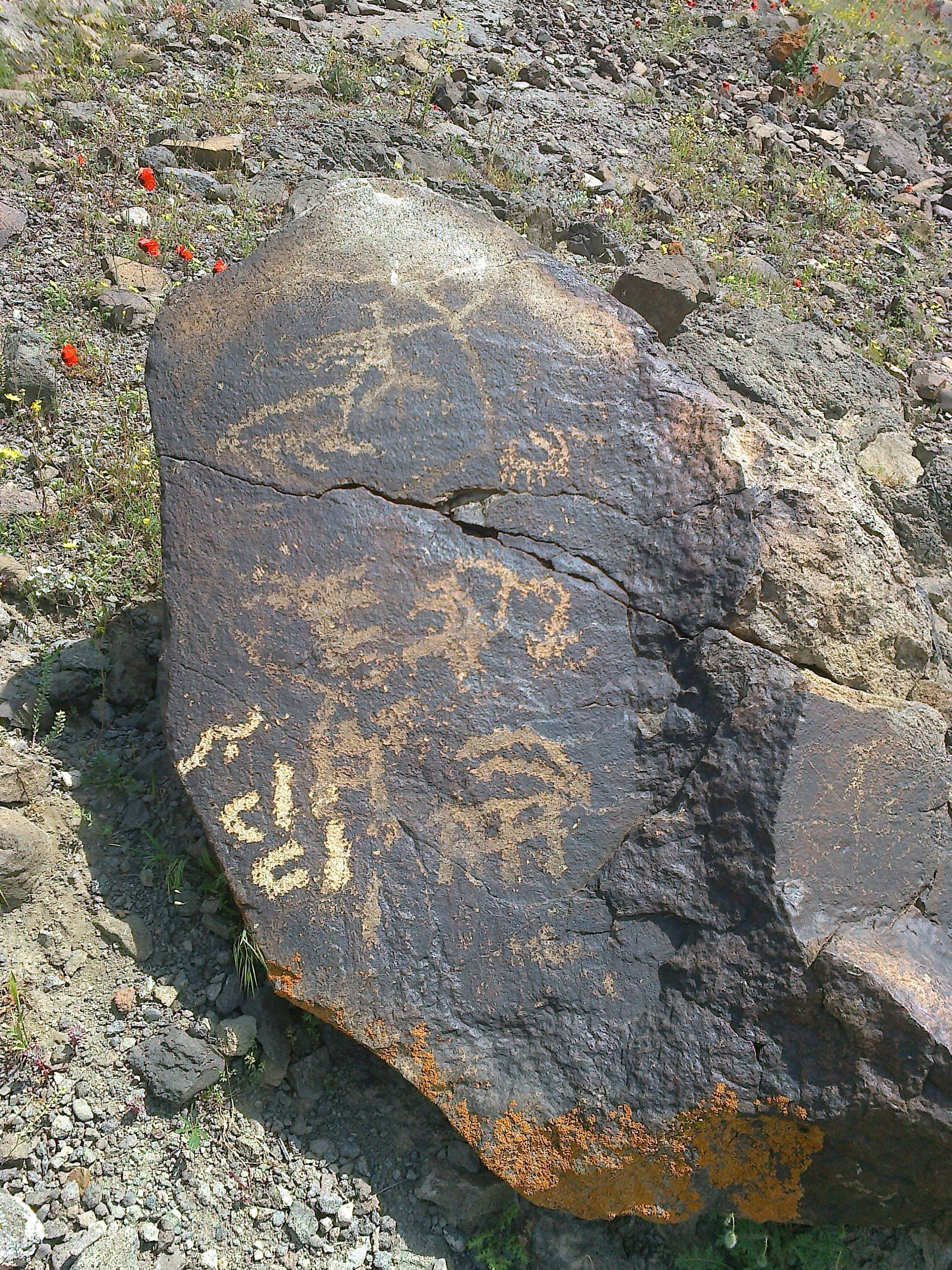
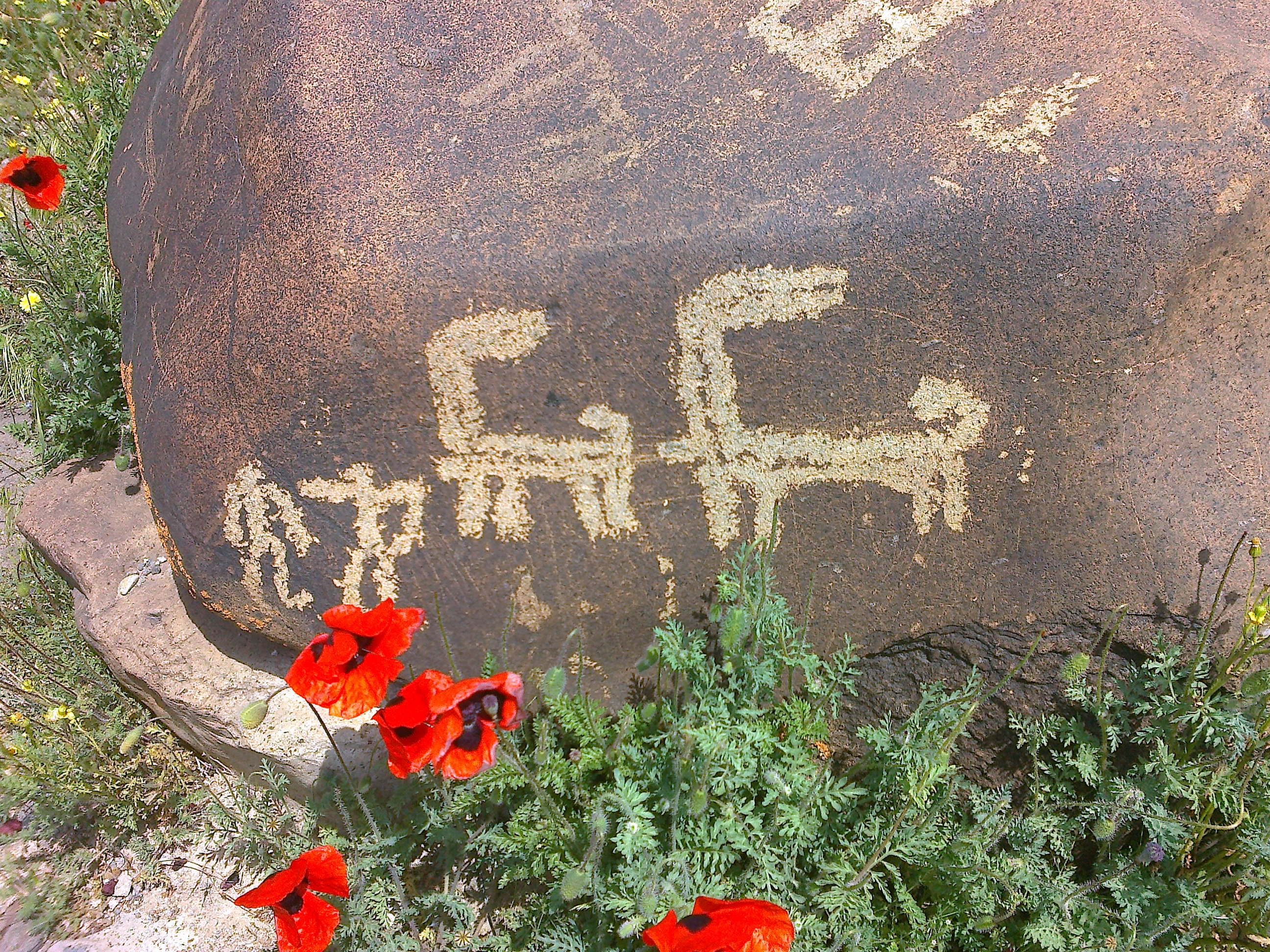
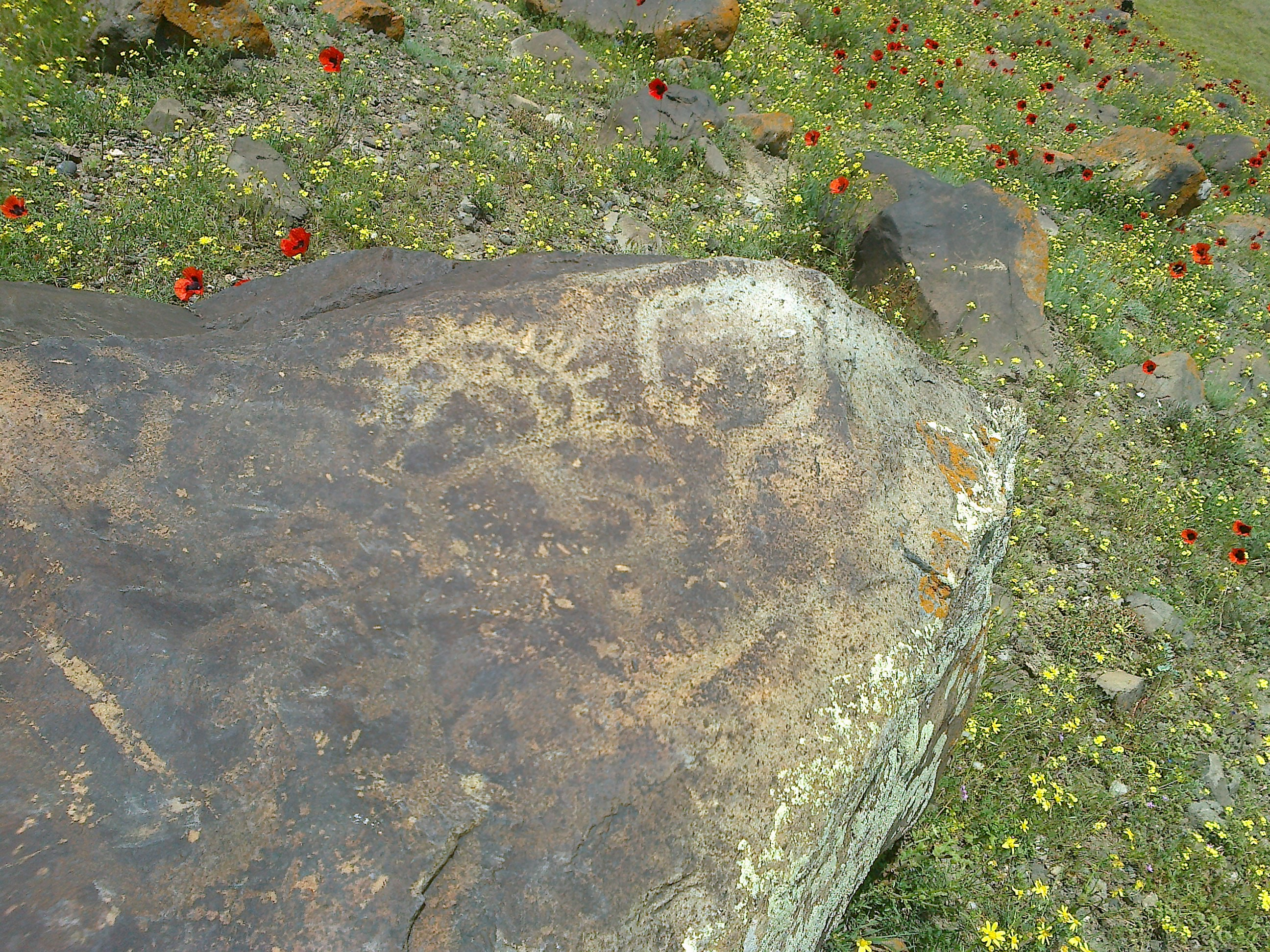
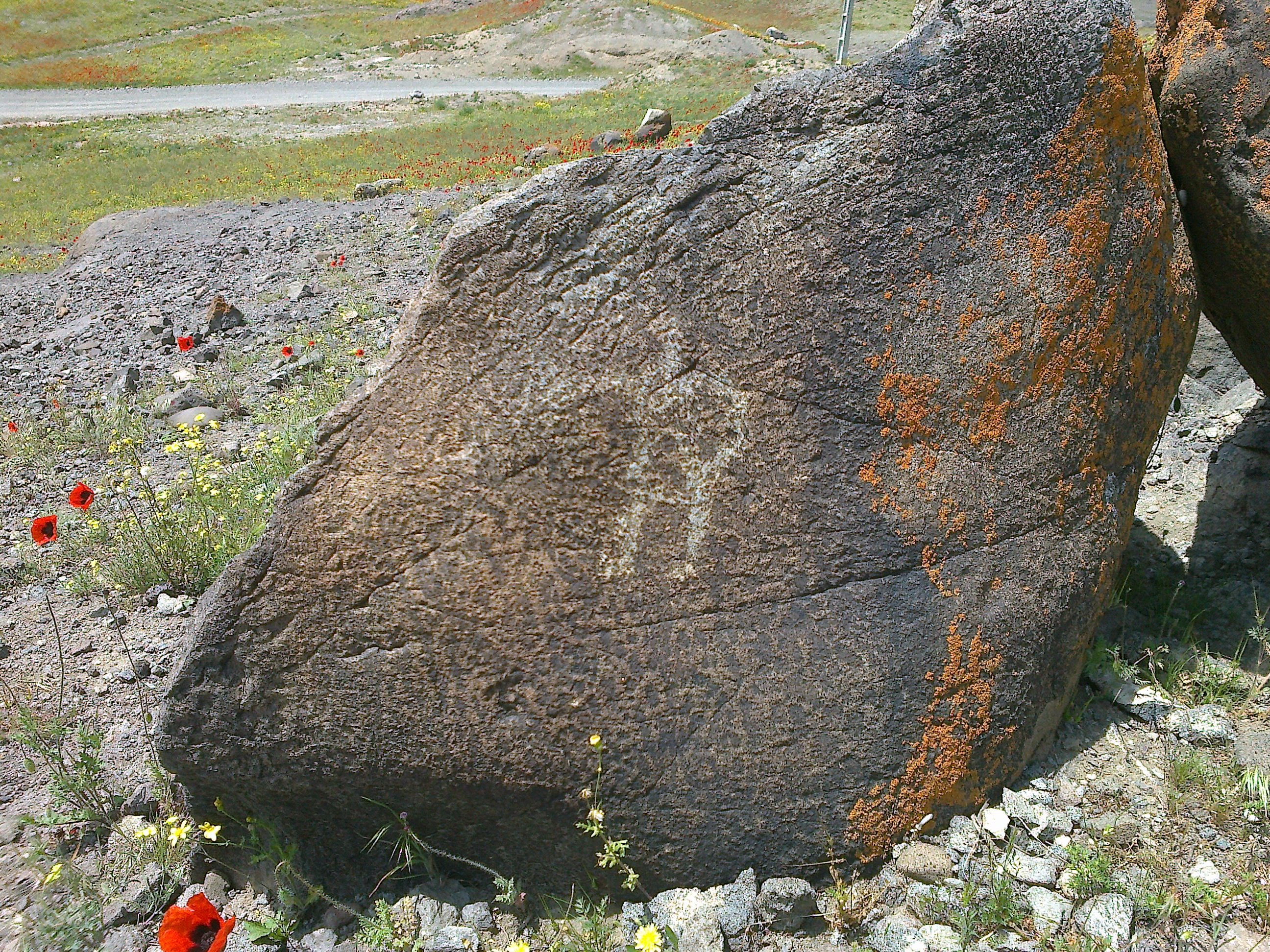
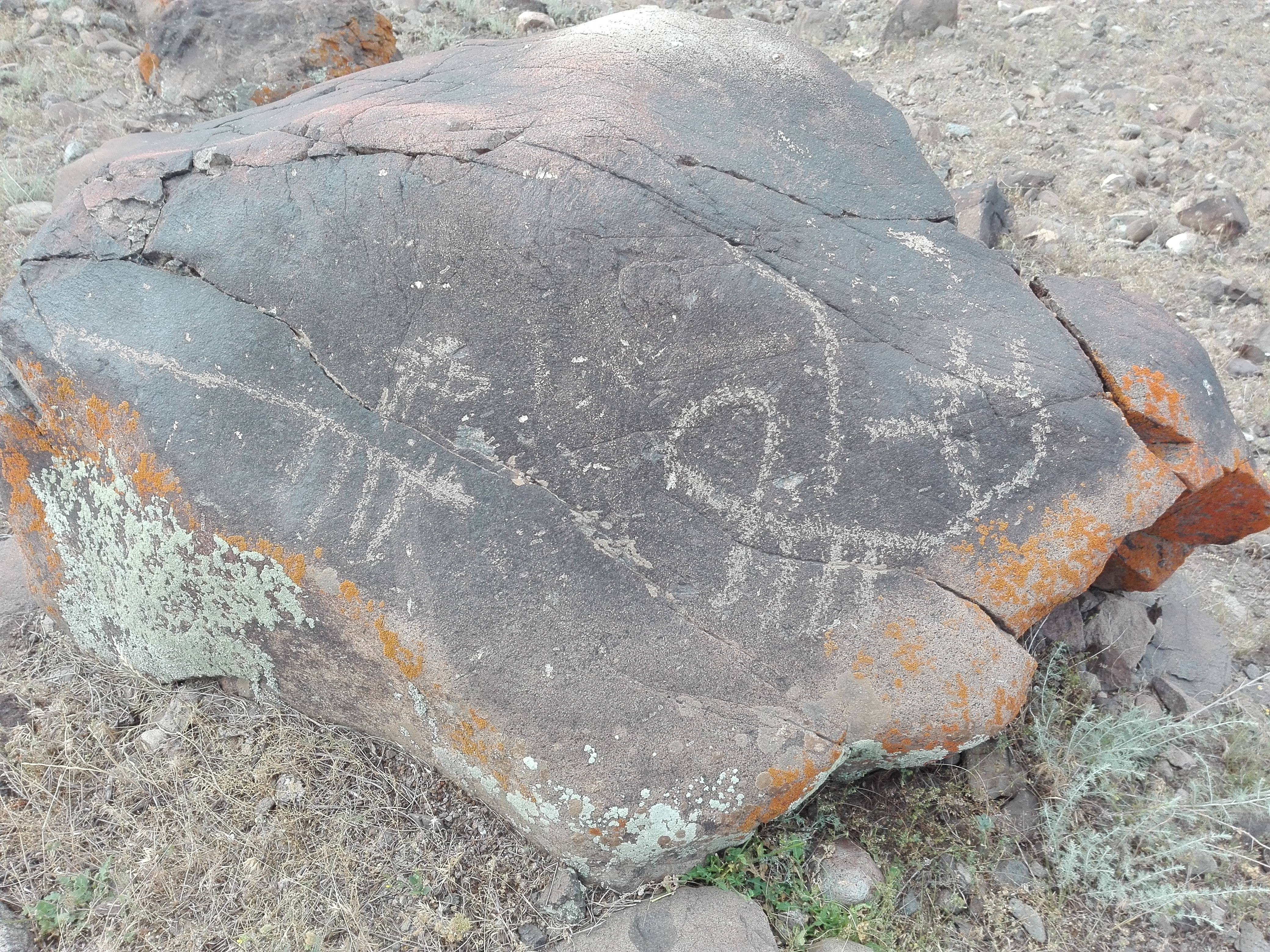